# Ubbhult norra
Ubbhult norra är en av SCB avgränsad och namnsatt tätort i Marks kommun.

## Befolkningsutveckling
| Befolkningsutvecklingen i Ubbhult norra 2015–2020                                                | Befolkningsutvecklingen i Ubbhult norra 2015–2020 | Befolkningsutvecklingen i Ubbhult norra 2015–2020 | Befolkningsutvecklingen i Ubbhult norra 2015–2020 | Befolkningsutvecklingen i Ubbhult norra 2015–2020 |
| ------------------------------------------------------------------------------------------------ | ------------------------------------------------- | ------------------------------------------------- | ------------------------------------------------- | ------------------------------------------------- |
|                                                                                                  |                                                   |                                                   |                                                   |                                                   |
| År                                                                                               |                                                   |                                                   | Folkmängd                                         | Areal (ha)                                        |
| 2015                                                                                             | 2015                                              |                                                   | 201                                               | 61                                                |
| 2020                                                                                             | 2020                                              |                                                   | 209                                               | 60                                                |
| Anm.: Ny tätort 2015, var tidigare småorten Backäckra och Källäng. Sammanväxt med Nätthult 2023. |                                                   |                                                   |                                                   |                                                   |